# Jacques Stern (cryptologue)
Pour les articles homonymes, voir Jacques Stern et Stern.
Jacques Stern, né le 21 août 1949, est un cryptologue français.

## Enfance et études
Son milieu familial est éloigné du monde scientifique. Ses grands-parents, juifs d'Europe centrale et de Salonique, émigrent en France à la fin du XIXe siècle. Ses parents, installés à Paris, tenaient un commerce de vêtements. Son père fut prisonnier de guerre, sa mère déportée en Allemagne[réf. nécessaire]. 
Un professeur de mathématiques l'oriente vers Louis-le-Grand et sa préparation scientifique ; il prend goût à la recherche. En 1968, il entre à l'École normale supérieure (ENS) où il est reçu major à l'agrégation de mathématiques en 1971 et obtient son titre de docteur en 1975 par une thèse sur la théorie des ensembles. Après un séjour d'un an à l'Université de Berkeley, il épouse une juriste spécialiste de droit international. Il a occupé depuis 1972 différents postes dans l'enseignement supérieur en France ; il est directeur du Département d'informatique de l'ENS de 1999 à 2007.

## Le père de la cryptologie française
Créer utile devient son obsession, il choisit ainsi l'informatique, « cette mécanisation de l'abstraction », et en particulier la cryptologie. En mathématiques, sa spécialité — prouver que quelque chose est impossible — n'a « aucun intérêt pratique ». Mais en cryptologie « si on peut garantir que l'adversaire est dans l'impossibilité d'accéder à des données la preuve devient utile », résume-t-il. Il contribue dans les années 1970 à l'émergence en France d'une discipline jusqu'alors essentiellement anglo-saxonne, dont le souci principal est de sécuriser les échanges de données. David Naccache, ancien étudiant retourné à la recherche universitaire après un passage à Gemplus, assure qu'« il a fait école, c'est le père de la cryptologie française moderne ».
En 1999, une loi inspirée de son rapport confidentiel-défense sur la cryptologie rendu l'année précédente au gouvernement, en libère l'usage par les particuliers, après une longue résistance de la défense qui voulait conserver le monopole de cette technologie classée arme de guerre de deuxième catégorie.
Il a contribué à fonder le laboratoire, puis le département d'informatique, de l'ENS. Alors qu'il y était depuis 1992 professeur mis à disposition par l'Université Paris 7, il y a été titularisé en 2003. Il a écrit en 1998 un livre de vulgarisation sur la cryptographie, La Science du secret, publié aux Éditions Odile Jacob.

## Recherches et récompenses
Ses recherches portent notamment sur l'application de la géométrie des nombres à la cryptographie asymétrique. Créateur d'algorithmes de chiffrement, utilisés dans certaines applications en ligne, il a également écrit de nombreux articles sur la cryptanalyse de primitives symétriques et asymétriques. Stern et son équipe (comprenant notamment Serge Vaudenay) sont également à l'origine du chiffrement de bloc DFC (en) (Decorrelated Fast Cipher) proposé au concours AES.
Il est officier de la Légion d'honneur, docteur honoris causa de l'Academia Tehnică Militară (Bucarest) et a reçu en 2005 la médaille d'argent du CNRS puis en 2006 la médaille d'or du CNRS.
Un colloque scientifique en l'honneur du 60e anniversaire de Jacques Stern a été organisé à l'ENS le 4 septembre 2009.

## Autres fonctions
Jacques Stern a également occupé les fonctions de président du Conseil d'Administration d'Ingenico, premier fabricant européen de moyens de paiement sécurisés (de 2007 à 2010) et président de l'Agence nationale de la recherche (ANR), de 2007 à 2010. Jacques Stern a été ensuite conseiller auprès du Ministre de la recherche et de l'enseignement supérieur. De 2012 à 2018, il a été membre du collège de l'Arcep,.

## Décorations et distinctions
- Officier de la Légion d'honneur en juillet 2008[2] - Chevalier en janvier 2000.
- Médaille d'argent du CNRS[6] en 2005.
- Médaille d'or du CNRS[7],[8],[9] en 2006.

## Publications
- La Science du secret, Éd. Odile Jacob, 1998, 203 p.  (ISBN 978-2738105332).
- Fondements mathématiques de l'informatique, Éd. Dunod, 2000, 318 p.  (ISBN 978-2840740650).
- Sous la direction de S. Grigorieff, K. McAloon, J. Stern, Théorie des ensembles : séminaire GMS, (Exposés présentés au Séminaire de théorie des ensembles de l'université Paris VII pendant les années 1976-1977 et 1977-1978), U.E.R. de mathématiques, Université Paris VII, 1979, 228 p.